# Microsoft Space Simulator
Microsoft Space Simulator — компьютерная игра в жанре космический симулятор, разработанная Bruce Artwick Organization и изданная компанией Microsoft в 1994 году. Игра относится к одной из первых, которая моделирует астродинамику и небесную механику, и в то же время относится к жанру подлинных космических симуляторов.
Разработка игры проводилась под руководством Брюса Артвика, который приступил к работе над Microsoft Space Simulator после выхода Microsoft Flight Simulator 5.0.

## Оценки и мнения
| Иноязычные издания | Иноязычные издания |
| Издание            | Оценка             |
| ------------------ | ------------------ |
| PC Gamer (US)      | 84 %               |